# بيت سافوف (الرجم)

تعديل مصدري - تعديل

بيت سافوف هي إحدى قرى عزلة الجرادي بمديرية الرجم التابعة لمحافظة المحويت، بلغ تعداد سكانها 97 نسمة حسب تعداد اليمن لعام 2004.